# 大野の語彙法則
大野の語彙法則（おおののごいほうそく）あるいは単に大野の法則（おおののほうそく）とは、日本の国語学者、大野晋が1956年に発表した、日本の9古典作品の品詞の構成比に関して見出した統計的法則。

## 大野の語彙法則（原版）

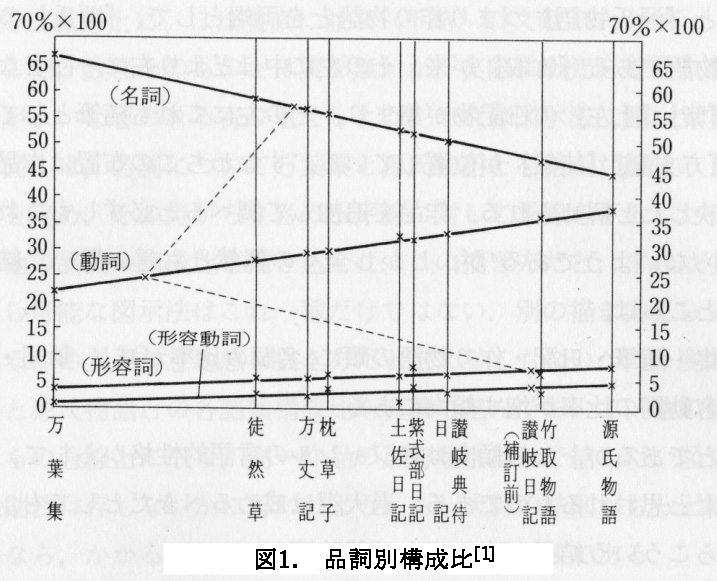

万葉集と源氏物語の名詞、動詞、形容詞、形容動詞、その他の百分率をグラフに目盛り、名詞、動詞、形容詞の万葉と源氏の値を端点として各々を結ぶと、名詞は単調減少の直線となり、他は単調増加の直線となる。ここに、他の七作品の百分率を、上記と同一のグラフの上に目盛ると、その各点は上記の三直線上に、ほぼ垂直に並ぶ。

## 水谷静夫による大野の語彙法則（改訂版）
任意の3作品甲・乙・丙の語彙での名詞構成比を {\displaystyle X_{0},\ x,\ X_{1}} とし、しかるべき語類の構成比を {\displaystyle Y_{0},\ y,\ Y_{1}} とすると、3点 {\displaystyle (X_{0},Y_{0}),\ (x,y),\ (X_{1},Y_{1})} がほぼ一直線をなす。すなわち：
| {\displaystyle {\frac {y-Y_{0}}{Y_{1}-Y_{0}}}\approx {\frac {x-X_{0}}{X_{1}-X_{0}}}} |

## 引用文献
1. 1 2  大野晋 (1956) 基本語彙に関する二三の研究－日本の古典文学作品に於ける－. 『国語学』24: 34-46.
2. ↑  水谷静夫 (1965).「大野の語彙法則について」『計量国語学』35: 1-12.
3. ↑  水谷静夫 (1982).『数理言語学』現代数学レクチャーズ D-3、培風館、204pp.
4. ↑  Shizuo Mizutani (1989). "Ohno's lexical law: Its data adjustment by linear regression", Japanese Quantitative Linguistics, ed. Shizuo Mizutani, Quantitative Linguistics, Vol. 39, Bochum: Studienverlag Dr. N. Brockmeyer, pp. 1-13.